# Intimità proibite di una giovane sposa
Pour plus de détails, voir Fiche technique et Distribution.
Intimità proibite di una giovane sposa est un giallo ouest-germano-italien réalisé par Oscar Brazzi et sorti en 1970.
Il s'agit d'une adaptation d'un roman indéterminé d'Honoré de Balzac.

## Fiche technique
- Titre original italien : Intimità proibite di una giovane sposa[2] (litt. « Intimités interdites d'une jeune mariée »)
- Réalisation : Oscar Brazzi
- Scénario : Oscar Brazzi, Renato Polselli, Alessandro F. Rizzi, Ottokar Runze
- Photographie : Claudio Ragona
- Montage : Attilio Vincioni
- Musique : Stelvio Cipriani
- Décors : Giovanni Fratalocchi, Nino Borghi
- Costumes : Simonetta Piselli
- Société de production : Chiara Films Internazionali (Rome), Urania Filmproduktion (Berlin)
- Pays de production :  Italie -  Allemagne de l'Ouest
- Langue originale : italien
- Format : couleurs par Eastmancolor
- Durée : 90 minutes
- Genre : giallo
- Date de sortie :
  - Italie : 16 septembre 1970

## Distribution
- Rossano Brazzi : conte Adolfo Rognon
- Valérie Lagrange : contessa Rognon
- Ulrika Hohlt : Elettra
- Uwe Pausel : Daf
- Renzo Petretto : Franz
- Patrizia Rodi : Pierette
- Giovanna Fiorentini
- Enzo Tofani
- Gabriella Caramelli
- Orazio Stracuzzi
- Marcello Marcelli